# Golub Babić

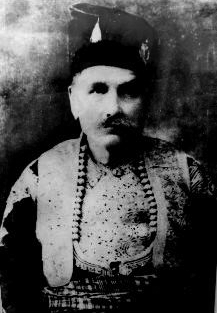
Golub Babić

Golub Babić (serbisch-kyrillisch Голуб Бабић; * 7. September 1824 in Trubar bei Drvar; † 19. Dezember 1910 in Sarajevo) war ein bosnisch-serbischer Woiwode und Rebellenkommandant des Herzegowina-Aufstands (1875–1877) im osmanischen Vilâyet Bosnien.

## Leben

### Herkunft
Babić wurde 1824 als Sohn von Ilija und Vasilija Babić im Dorf Trubar bei der Stadt Drvar geboren, das damals im Eyâlet Bosnien Teil des Osmanischen Reiches war. Schon als Jugendlicher schloss er sich den Heiducken in Südwestbosnien an.

### Revolution von 1848
Im Jahr 1848 forderten die Ungarn die Unabhängigkeit von der Habsburgermonarchie, was zu den Revolutionen 1848/1849 führte. Ungarn erkannte die Rechte anderer Nationalitäten, die zu dieser Zeit im habsburgischen Königreich Ungarn lebten, nicht an, sodass die Serben von Syrmien, der Batschka, dem Banat und Baranya nationale Rechte und die Schaffung einer serbischen Vojvodina forderten, die ihre Gemeinschaften von Ungarn trennte. Vom 12. Juni 1848 bis November 1849 führten die Serben daher einen Krieg gegen Ungarn. Babić schloss sich einer freiwilligen Abteilung unter dem direkten Kommando von Stevan Knićanin an. Nach dem Fehlschlag des ungarischen Aufstands beschloss der österreichische Kaiser, den Serben eine autonome Provinz Woiwodschaft Serbien und Temeser Banat (1849–60) zu geben. Babić kehrte nach Bosnien zurück.

### Doljani-Revolte
Mitte 1858 brach im Nordwesten Bosniens ein Aufstand aus, der auf den osmanischen Druck gegen die lokale serbische Bevölkerung zurückzuführen war. Golub Babić und sein älterer Bruder Božo schlossen sich dem Aufstand an, der von Pecija (1826–1875) angeführt wurde. Božo starb während der Schlacht und der Aufstand wurde im Dezember 1858 niedergeschlagen.

### Rückzug nach Slowenien
Babić und der größte Teil seiner Großfamilie zogen nach Pakrac im österreichischen Slawonien, wohin sich viele an dem Aufstand beteiligte Familien zurückgezogen hatten. Im Winter 1863 zogen er und seine Familie auf Einladung des katholischen Bischofs Josip Juraj Strossmayer nach Đakovo, wo sie einige Monate unter dem Schutz des Bischofs lebten. Babić entschloss sich bald, in das Fürstentum Serbien zu reisen, aus Angst vor einer Auslieferung der österreichischen Behörden an das Osmanische Reich und auch wegen des Drucks des Bischofs zur Konvertierung zum Katholizismus.

### Umzug nach Serbien
Babić und seine Familie ließen sich 1864 in Stubline, einem Dorf in der Nähe von Obrenovac, nieder. Nachdem er über Loznica nach Serbien eingereist war, freundete er sich mit dem orthodoxen Priester Ignatije Vasić aus Loznica an, der ihnen beim Neuanfang half.

### Aufstand in Bosnien

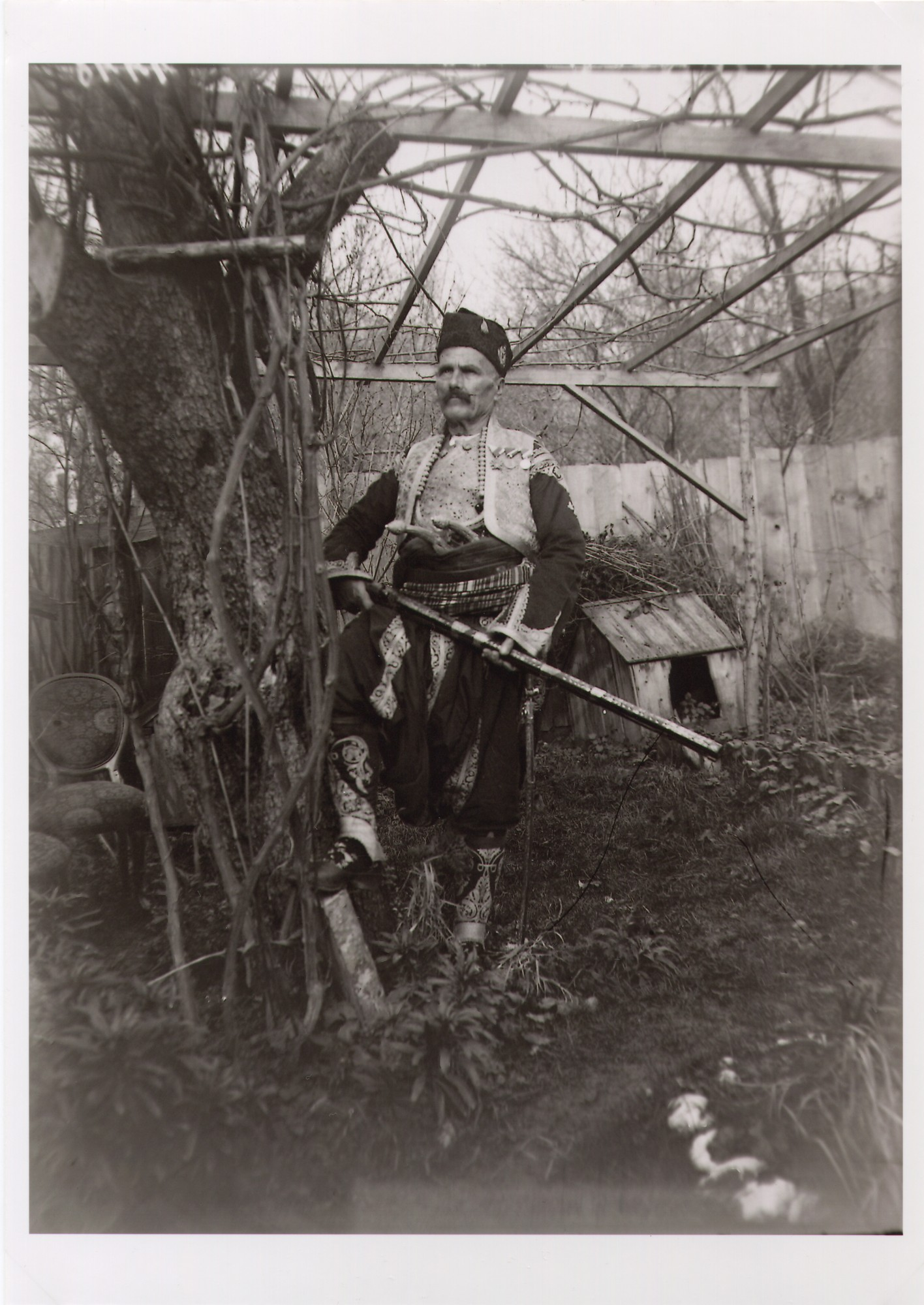
Babić in seinem Garten (1898)

Im August 1875 verließ er seine Familie in Serbien und kehrte mit seinen drei Brüdern Milandža, Pavle und Petar nach Bosnien zurück. Er plante einen Aufstand in Crni Potoci zwischen Drvar und Bosansko Grahovo, wo er zum Anführer der Rebellen im südwestlichen Bosnien gewählt wurde. Der Aufstand wurde von der serbischen Regierung unterstützt. Bis zum 15. September 1875 hatte er eine Gruppe von 25 Männern um sich geschart, die bis Ende des Monats zu einer Einheit von 150 Mann anwuchs. Babić war ein starker Verfechter und Anhänger der Guerilla-Taktik.
Die Rebellenarmee wurde jeden Tag stärker und rüstete auf: Der serbischstämmige Kaufmann und Politiker Ilija Guteša sandte aus Wien 315 Hinterlader-Gewehre und 6 Cent Schießpulver. Babić organisierte seine Truppen streng militärisch und bildete einen Generalstab. Er gewann schnell das Vertrauen, die Autorität und das Ansehen der Rebellen und erzielte bedeutende militärische Erfolge. Das Gebiet von Lika bis Bjelaja (einschließlich Drvar) und von Dinara bis Livno und Glamoč wurde von den Rebellen befreit. Am 2. Juli 1876 unterzeichneten er und seine 71 Kommandeure die „Proklamation der Vereinigung Bosniens mit Serbien“.
Der serbische Oberst Despotović übernahm im August das Oberkommando und bildete aus den Guerilla-Banden acht Bataillone. Despotović hatte der serbische Regierung geschrieben, Babić sei unfähig und könne weder lesen noch schreiben und sei deshalb für die Führung der Aufständischen nicht geeignet. Er hatte behauptet, er habe Glamoč, Ključ und andere osmanische Hochburgen eingenommen, obwohl diese bereits im Besitz der Rebellen waren. Mehrere Rebellengruppen verließen daraufhin Despotovićs Brigade.
Am 4. August 1877 erlitten die Rebellen in der Nähe von Sedlo eine militärische Niederlage, und der Aufstand wurde niedergeschlagen. Babić konnte mit seinen Truppen flüchten und versteckte sich in den Bergen von Lika. Am 29. September 1877 begann die Wiederbelebung der Rebellen-Bewegung im Südwesten Bosniens mit der Bildung einer provisorischen Volksregierung, die von 200 Teilnehmern einer Versammlung gewählt wurde. Alexander Semionowitsch Jonin wurde zum Präsidenten gewählt, Golub Babic als Woiwode zum Mitglied der Regierung. Noch am selben Tag gab die Regierung eine Proklamation an das bosnische Volk heraus.

### Österreichisch-ungarisch Bosnien und Herzegowina
Babić überquerte den Fluss Lika, von wo aus er bis März 1878 kleinere Guerilla-Angriffe auf die osmanische Armee in Bosnien und dem Dreiländereck organisierte. Im selben Jahr wurde er auf der Rebellenversammlung in Tiškovac zusammen mit Vaso Vidović zum Delegierten für den Berliner Kongress gewählt, wurde jedoch nie nach Berlin geschickt, weil die serbische Regierung Österreich-Ungarn nicht provozieren wollte. Er ergab sich in der anschließenden österreichisch-ungarischen Besetzung von Bosnien und Herzegowina friedlich den Truppen in Srb. Für eine Weile war er im Dienst der neuen Regierung in Bihać und akzeptierte dies als vorübergehende und bessere Lösung als die osmanische Regierung. Die meisten Aufständischen folgten dem Beispiel und kehrten bis Ende 1878 in ihre Heimatorte zurück.

### Tod
Babić starb am 19. Dezember 1910 im Alter von 86 Jahren in Sarajevo.
Seine prestigeträchtige Kleidung, die er während des Aufstands trug, wurde ihm für seine militärischen Leistungen überreicht. Sie wurde zuvor von dem Wojwoden und Serdar Milovan Pavasović während des Aufstands von 1715 getragen und später von der serbisch-orthodoxen Kirche St. Peter in Tiškovac an den Tschetnik-Kommandeur Branko Bogunović (1911–1945) übergeben. Mehrere Partisanengruppen des Zweiten Weltkriegs wurden nach ihm benannt.
Das Militärmuseum in Belgrad bewahrt ein Messer von Babić auf.